# Полігон (комп'ютерна графіка)
Полігони або многокутники застосовуються у комп'ютерній графіці для побудови зображень, які мають виглядати як тривимірні об'єкти. Трикутники та полігони зазвичай (але не завжди) виникають при побудові поверхонь, коли для заданих вершин рендериться каркасна модель. Ця побудова зазвичай передує моделі з затіненнями і є етапом побудови зображення у комп'ютерній анімації. Кількість полігонів є характеристикою того, скільки полігонів потрібно рендерити на один кадр.